# Resolució 2180 del Consell de Seguretat de les Nacions Unides
La Resolució 2180 del Consell de Seguretat de les Nacions Unides fou adoptada per unanimitat el 14 d'octubre de 2014. El Consell va ampliar el mandat de la Missió d'Estabilització de les Nacions Unides a Haití (MINUSTAH) per un any més fins al 15 d'octubre de 2015.

## Contingut
El març de 2014, es va arribar a Haití l'acord d'El Rancho, segons el qual les eleccions parlamentàries i del senat, que haurien d'haver tingut lloc el 2012, se celebrarien a la fi de l'any 2014, juntament amb les eleccions locals. El juny de 2014 el president Michel Martelly va decidir que se celebrarien el 26 d'octubre. No obstant això, el Parlament no va votar la legislació necessària a temps, per la qual cosa es va anunciar un ajornament addicional.
El mandat de la MINUSTAH es va ampliar fins al 15 d'octubre de 2015 i es va reduir a 2.370 cascos blaus. La tasca principal era enfortir la policia nacional d'Haití perquè pogués assumir la responsabilitat de la seguretat del país. L'objectiu era que, el 2016, tingués 15.000 agents operatius. A més, la missió també ajudaria a organitzar les eleccions.
El Consell de Seguretat va condemnar els delictes greus comesos principalment per bandes de delinqüènts contra nens, així com la violència sexual omnipresent contra dones i nenes.